# أييوس لوكاس (بيلا)
أييوس لوكاس (باليونانية: Άγιος Λουκάς)‏ هي مدينة في بيلا في مقاطعة فوريا إلادا في اليونان.
يبلغ عدد سكانها حوالي 1698 نسمة.